# クルクラーレリ県
クルクラーレリ県（クルクラーレリけん、トルコ語: Kırklareli ili）は、トルコ北西部、マルマラ地方の県。クルクラレリとも訳される。県都はクルクラーレリ。黒海に面しており、ブルガリアとの国境とも面している。国境の長さは180km。西にエディルネ、南にテキルダー、南西にイスタンブールの各県とも接している。
クルクラーレリの名前の由来はトルコ語で「要塞の地」という意味であり、14世紀にオスマン帝国がこの地を征服するためにムラト1世をこの地に送ったことか、オスマン帝国がこの地を占領する前にあった40の教会を指していると考えられている。クルクラールの岡にはクルクラー・アンツと呼ばれる、オスマン帝国がこの地を征服するために殉じた40人のトルコ兵士のための征服碑が建っている。
この県はユルドゥズ山脈（ストランジャ）に二等分されている。北部と北西部は人口も最小であり、開発もほとんどされていない。南部と東部は農耕業のための開発に向いた地形であり人口が高くなっている。北部と北西部は森に覆われており、林業が主要な産業である。黒海海岸では漁業も盛んである。
北部の国境沿いにあるドゥプニサ洞窟は特徴的な地学構造をしており有名である。黒海海岸沿いの地域はトルコでも一番手が付けられていない自然が残っている。北部のサカギョル（サカ湖）自然保護区域と南部のカサツラキョフェズィ（カサツラ海岸）自然保護区域の2つの自然公園がある。これらの場所は個性的な固有の動物や植物を抱えているが、これらの種の幾つかは危機に晒されている。

## 隣接する県
- ヤンボル州
- ブルガス州
- イスタンブール県
- テキルダー県
- エディルネ県

## 下位自治体
- クルクラーレリ（Kırklareli）
- ババエスキ（Babaeski）
- デミルキョイ（Demirköy）
- コフチャズ（Kofçaz）
- リュレブルガズ（Lüleburgaz）
- ペフリヴァンキョイ（Pehlivanköy）
- プナルヒサール（Pınarhisar）
- ヴィゼ（Vize）